# Willy Voet
Willy Voet (1945) is een Belgische fysiotherapeut die in opspraak raakte vanwege zijn betrokkenheid bij de Festina-affaire tijdens de Ronde van Frankrijk van 1998.
In 1998 werkte Willy Voet als verzorger bij de wielerploeg Festina. Op 8 juli 1998 werd hij, kort voor de start van de Ronde van Frankrijk, gearresteerd aan de Belgisch-Franse grens nabij Rijsel omdat er een grote hoeveelheid doping in zijn auto werd aangetroffen. Deze gebeurtenis leidde tot de beruchte Festina-affaire.
Voet publiceerde twee boeken over doping in de wielersport: 'Prikken en Slikken' in 1999 en 'Leugens In Het Peloton' in 2000. In 2013 was hij werkzaam als buschauffeur.